# Prosopopeia
Una prosopopeia (grec: προσωποποιία, de prósopon "cara, persona", i poiéin "fer") és un dispositiu retòric pel qual s’atorga qualitats humanes a un concepte, un objecte o un ésser no humà. També s'aplica per designar un parlant o escriptor que es comunica amb la seva audiència parlant com una altra persona o com un objecte. També s’anomena personificació.
La prosopopeia s'usa majoritàriament per donar una altra perspectiva en el fet descrit. Per exemple, a l'obra de Ciceró Pro Caelio, Ciceró parla com a Appius Claudius Caecus, un home vell i sever. Això li serveix per donar una perspectiva "antiga" en les accions del demandant.
Les prosopopeies es poden usar també per treure-li pes al comunicador i col·locar un punt de vista desfavorable sobre l'esquena d'un estereotip imaginari. Es predisposa així que les reaccions de l'audiència vagin cap aquesta ficció en comptes de vers el mateix comunicador.

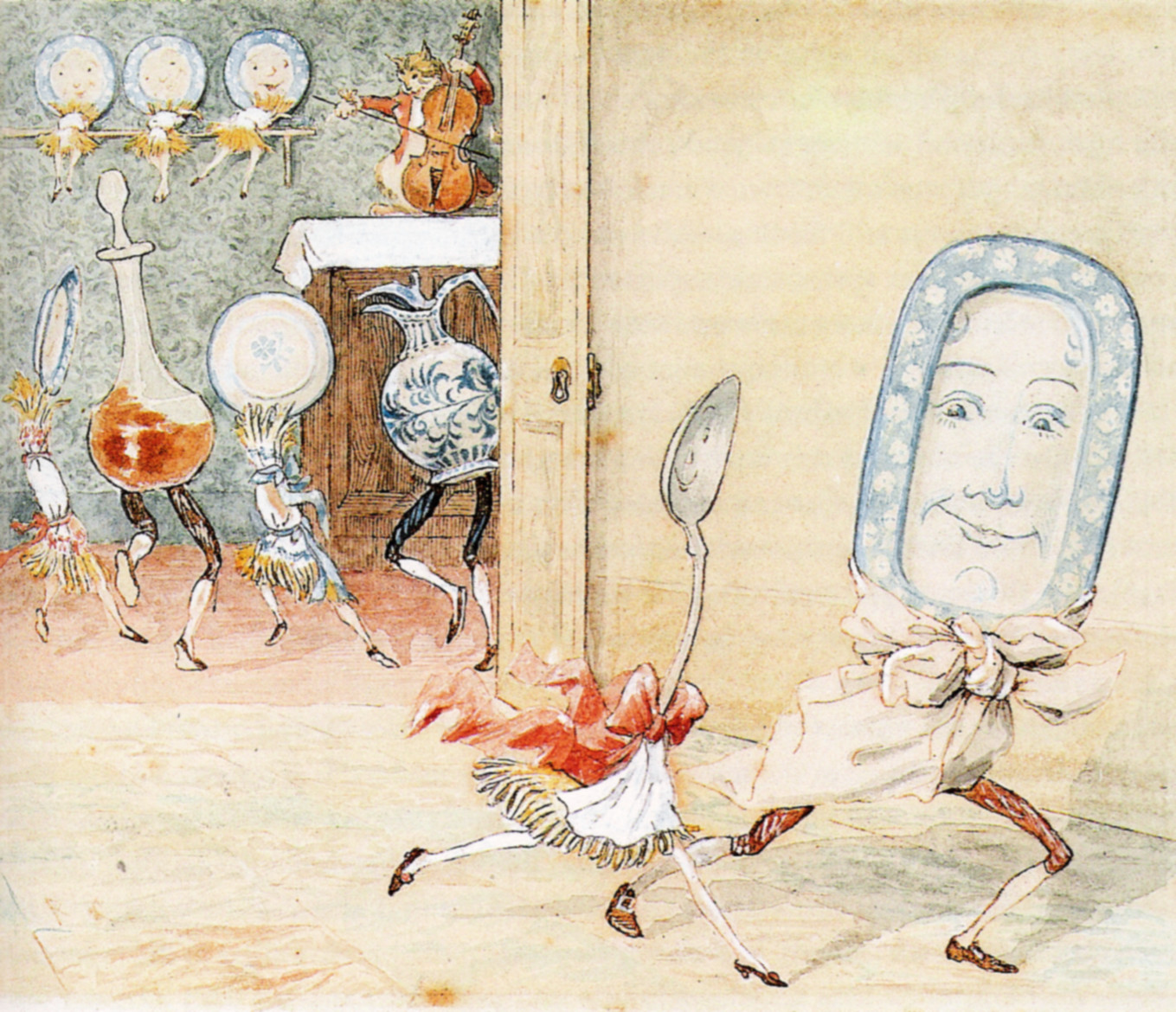
"I el Plat va Córrer Fora amb la Cullera", de Hey Diddle Diddle and Bye, Baby Bunting